# Suomusjärvi
Suomusjärvi est une ancienne municipalité du sud-ouest de la Finlande, dans la région de Finlande du Sud-Ouest.
Les municipalités d'Halikko, Kiikala, Kisko, Kuusjoki, Muurla, Perniö, Pertteli, Suomusjärvi et Särkisalo ont fusionné avec Salo le 1er janvier 2009.
Elle est traversée par la Route nationale 1 (E18), la grande route reliant Helsinki (92 km à l'est) à Turku (87 km à l'ouest). La nationale est d'ailleurs un des principaux supports de l'économie, avec plusieurs magasins et services pour les voyageurs, qui devraient disparaître avec l'ouverture de la dernière section autoroutière en 2009. L'agriculture est l'autre pilier de l'économie, même si le sol est moins fertile que dans les plaines situées plus à l'ouest.
Suomusjärvi est un des premiers lieux de Finlande à avoir été habité après le retrait des glaces. Les plus anciens vestiges archéologiques datent du IXe millénaire av. J.-C., et la commune a donné son nom à la culture de Suomusjärvi, qui décrit en Finlande différents vestiges et habitats de l'âge de la pierre sur une période de près de 4 000 ans.